# Султан Кулі Кутб-шах
Кулі Кутб-шах (1470 — 2 вересня 1543) — засновник і перший султан Голконди.

## Життєпис

### Молоді роки
Походив з племені Кара-Коюнлу. Був сином Увайс Кулі-бека та Мар'ям-ханум. Його батько був сином Піркулі-бека, що був онуком емірка Кара Іскандера, сина засновника держави Кара-Коюнлу — Кара-Юсуфа. Через свою бабусю Кулі був онуком султана Джаханшаха. Напочатку XVI ст. разом з родиною перебрався до Делі, а згодом до Бахманідського султанату.
Кулі піднявся на службі у султанів Бахмані, отримавши титул Кутб-уль-мульк. Наприкінці 1480-х років мав значний вплив в Телінгані. З початком розпаду бахмані у 1490 році став фактичним володарем невеличкої території. У 1512 році значно розширив власні володіння.

### Султан
У 1518 році в результаті кризи Бахманідського султанату Кулі Кутб-уль-мульк зумів зміцнитися в Голконді, де створив самостійну державу. Після цього прийняв титул кутб-шах, що стало назвою династії.
З самого початку проводив агресивну зовнішню політику. Спочатку зайняв долину річки Крішна, але невдовзі зазнав поразки від віджаянагарського магараджахіраджи Крішнадевараї. Втім в подальшому завдяки військовим здібностям зумів значно розширив межі свого султанату, захопивши на сході і південному сході міста Варангал, Кондапалі, Елуру, Раджамундрі, Мачиліпатам. Також переміг володаря Орісси, захопивши землі між річками Крішна та Годаварі. Слідом за цим підкорив невеличке князівства Хаммам. При цьому намагався встановити мирні стосунки з індусами, багато з яких стали впливовими урядовцями.
Також його дії були спрямовані проти сусідніх — деканських — султанатів. Близько 1522 року спільно з Ахмеднагарським і Берарським султанатами атакував біджапурського султана Ісмаїл Аділ-шаха, але останній вмілим спротивом та дипломатією зумів зруйнувати ворожу коаліцію, внаслідко чого Кулі Кутб-шах не досяг успіхів. 1525 року голкондський султан виступив на допомогу бідарському султану Амір Баріду I, якого атакував Ісмаїл Аділ-шах, але зазнав від того поразки. 1527 року спільно вже з Ісмаїл Аділ-шахом допоміг берарському султану Імад-шаху перемогти ахмеднагарського султана Бурхан-шаха I.
Після цих успіхів вступив у конфлікт з Віджаянагаром, проте у поході зазнав поразки від магараджахіраджи Ач'ютадевараї. Цією невдачою вирішив скористатися його другий син Джамшід, який 1543 року повалив Кулі Кутб-шаха, а потім його вбив.